# Musée de l'Aviation (Saint-Victoret)
Le Musée de l'Aviation de Saint-Victoret, situé à Saint-Victoret (Bouches-du-Rhône) est un musée municipal regroupant des avions de lutte contre l'incendie, des hélicoptères et des avions de chasse. Il a été créé en 2006 et bénéficie de la proximité de l'établissement du constructeur aéronautique Airbus Helicopters.

## Collections
Les collections abritées dans un ancien gymnase reconverti regroupent plusieurs types d'aéronefs :
- avion et hélicoptère de lutte contre les incendies : Canadair CL-215, Tracker, Alouette III  Sécurité civile ;
- aviation militaire : Mirage III, Mirage F1, Fouga Magister, Broussard, Tucano ;
- hélicoptères : Djinn, Alouette II et III, Gazelle, Écureuil, Dauphin, Super Puma, HSS, Eurocopter X3 et Eurocopter EC 120 HCE ;
- aviation légère : Morane-Saulnier Paris, Robin HR-100-250TR, Morane-Saulnier Rallye.

## Galerie

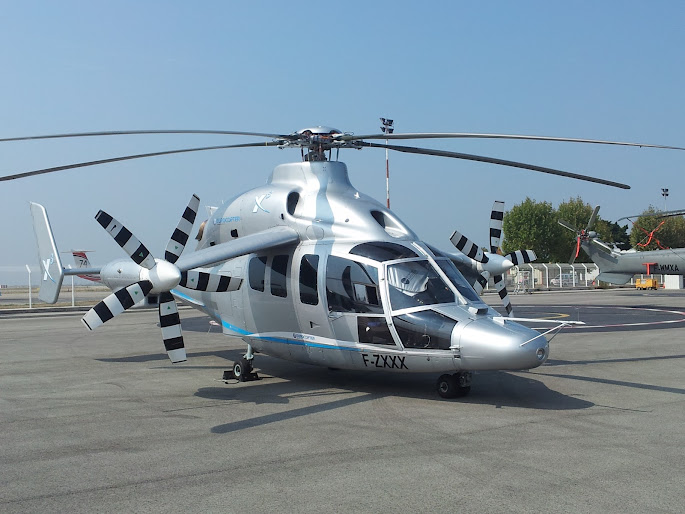
Eurocopter X3 au sol, lors du Family Day, à l'usine de Marignane en septembre 2012.